# Carl Aeschbacher
Carl Aeschbacher (* 31. März 1886 in Bümpliz; † 29. Januar 1944 in Zürich) war ein deutsch-schweizerischer Chorleiter und Komponist. Er ist der Vater des Pianisten Adrian Aeschbacher sowie des Dirigenten Niklaus Aeschbacher.

## Leben
Carl Aeschbachers Vater war Milchhändler. Er heiratete die Tochter des Pflug- und Hufschmieds Johannes Kaderli, Ida. Zunächst absolvierte Carl Aeschbacher eine Lehrerausbildung am Lehrerseminar des Kantons Bern in Hofwil. Danach studierte er weitere vier Jahre Komposition, Gesang, Chorleitung, Orgel und Klavier bei Fritz Steinbach am Conservatorium der Musik in Coeln. Diesem widmete er 1913 das Klaviertrio op. 2.
Von 1913 bis 1929 wirkte er als Musikdirektor in Trogen. Seine Aufgaben waren Chorleitung und Gesangsunterricht an der Kantonsschule Trogen, Leitung des Schulorchesters und des Gemischten Chors und Organistendienst an der Dorfkirche. Von 1929 bis 1944 wirkte er am kantonalen Gymnasium Zürich. Zusätzlich leitete er in dieser Zeit als Dirigent diverse Männerchöre in Zürich.

## Trivia
Während Aeschbachers Tätigkeit an der Kantonsschule Trogen erboste sich 1918 der Schweizerische Musikpädagogische Verband brieflich über den Komponisten: «Geehrter Herr! Ich kenne dem Namen nach eine Schulliedersammlung von C. Aeschbacher in Trogen, die vorzugsweise Appenzellerlieder enthalten soll. […] Ihr Herr Kollege scheint sich aber von Schulgesangsmethodik sonderbare Begriffe zu machen, wenn er jodeln lassen will, denn ein ausgesuchteres Material um die jungen Stimmen kaputt zu machen, könnte er sich wahrhaftig nicht wünschen! So einem ‹Pädagogen› sollte man den Gesangsunterricht entziehen. Sagen Sie ihm das bitte ungeniert.»

## Werke (Auswahl)
Er schrieb zahlreiche Chorwerke und Klavierlieder häufig unter Verwendung von alemannischen Volksliedern.

### Werke mit Opuszahl
- Trio für Klavier, Violine und Violoncello op. 2, 1913 beim Süddeutschen Musikverlag in Strassburg publiziert, Fritz Steinbach gewidmet[Digitalisat 1]
- Grünet die Hoffnung op. 3a, für vierstimmigen Männerchor, Text: J. Kromberg aus dem Jahr 1689, 1923 veröffentlicht in Bern bei R. Müller-Gyr Söhne
- O du wunderliche Welt op. 3b, für vierstimmigen Männerchor, Text: Georg Muschner (1875–1915), 1923 veröffentlicht in Bern bei R. Müller-Gyr Söhne
- Variationen über ein eigenes Thema für Klavier op. 6, 1913 beim Süddeutschen Musikverlag in Strassburg publiziert
- Zwei Klavierstücke op. 8, 1912 beim Süddeutschen Musikverlag in Strassburg publiziert
- Blaue Berge für Männerchor op. 10b. Incipit: Der Schlehdorn blüht am Waldessaum. Text: Alfred Huggenberger. Dem Männerchor Trogen gewidmet
- 8 Variationen über den alten Emmenthaler-Hochzeitstanz Bin alben e wärti Tächter gsi für Klavier op. 11, um 1919 in Trogen im Selbstverlag veröffentlicht, OCLC 1041930237
- Johannisnacht op. 12, für Männerchor und Tenor solo, Text: Adolf Vögtlin, 1922 verlegt beim Musikhaus Hüni in Zürich
- Sechs schlichte Lieder, op. 13 für Sopran oder Tenor mit Klavierbegleitung nach Texten von Carl Seelig, verlegt 1906 bei Hug in Zürich, OCLC 890133916, I Mein Herz ist eine Geige, II Das Brünnelein, III Wanderburschenlied, IV Es klagt eine Mühle, V Lb’wohl, min Schatz, VI Über grüne Alpenmatten
- Sechs Lieder op. 14, Text: Carl Seelig. I Jetzt geht der Frühling blütenlind, II Deine Augen sind eine Wiese, III Leise läuten über uns, IV Weine, feiner Regen, V Dämmrung, VI Schlafe du! OCLC 780192081
- Acht Lieder op. 15 Text: Carl Seelig. I Jetzt geht der Frühling blütenlind, II Deine Augen sind eine Wiese, III Leise läuten über uns, IV Weine, feiner Regen, V Dämmrung, VI Schlafe du!, verlegt 1918 bei Hug in Zürich, OCLC 890133916
- 22 Lieder op. 16 für Sopran od. Tenor mit Klavierbegleitung, 1919, OCLC 838164408
- Zwölf bärndütschi Lieder für eine Singstimme mit Klavierbegleitung, op. 18, Text: Walter Morf, verlegt in Zürich bei Hug & Co., 1919, OCLC 695705444
- Huggenberger-Lieder, für mittlere Singstimme mit Klavierbegleitung, op. 20, verlegt in Zürich bei Hug & Co., 1922, OCLC 730020117
- Kleine Lieder für eine mittlere Singstimme und Klavier op. 21, verlegt in Biel bei Schneeberger, 1922, OCLC 865674829
- Ständchen op. 23 IV für Männerchor, veröffentlicht bei P. Schneeberger in Biel
- Wenn es in den Bäumen rauscht für Frauenchor op. 25 III, veröffentlicht bei P. Schneeberger in Biel
- Vita somnium Breve für Männerchor op. 26. I, 1921 veröffentlicht bei P. Schneeberger in Biel
- Trinklied für Männerchor op. 26 II, 1921 veröffentlicht bei P. Schneeberger in Biel
- Zwischen Klee und Ähren, Lieder für mittlere Singstimme und Klavier op. 32, verlegt in Biel bei P. Schneeberger, 1922, OCLC 730020107
- Lenzbrief für Männerchor op. 36b. Incipit: Lieber Lenz, dich zu empfangen. Text: Fridolin Hofer, veröffentlicht in Zürich und Leipzig bei Hug, 1924, OCLC 605926342
- Schöne Junitage für Männerchor op. 36c. Incipit: Mitternacht, die Gärten lauschen. Text: Detlev von Liliencron, veröffentlicht in Zürich und Leipzig bei Hug, 1925, OCLC 605926342
- Für ein Gesangfest im Frühling für vierstimmigen gemischten Chor op. 45 Nr. 1. Text: Gottfried Keller, verlegt um 1915 bei Müller & Schade in Bern, OCLC 731889564
- O leuchtender Septembertag für vierstimmigen gemischten Chor op. 45 Nr. 2. Text: Paul Haller, verlegt um 1915 bei Müller & Schade in Bern, OCLC 731889562
- Der Stadtbronnen für vierstimmigen gemischten Chor op. 45 Nr. 3. Text: Walter Dietiker (1875–1948), verlegt um 1915 bei Müller & Schade in Bern, OCLC 723639090
- Zwei Lieder für gemischten Chor op. 48. Nr. 1 Die Nachtigall. Text: Theodor Storm. Nr. 2 Welch’ ein Schweigen. Text: Christian Morgenstern, veröffentlicht in Zürich und Leipzig bei Hug, 1926, OCLC 80658523
- Dank-Gebet für gemischten Chor und Orgelbegleitung op. 50, veröffentlicht in Offenbach bei André, 1927, OCLC 638481908
- Lob des Schöpfers für gemischten Chor mit Orgelbegleitung op. 56. Text: Joachim Neander, OCLC 890009004

### Werke ohne Opuszahl
- Offizieller Festmarsch für die Schweiz. Landesausstellung in Bern 1914, für Klavier, publiziert in Bern bei R. Müller-Gyr, OCLC 1038192132
- Begrüssungslied – Weihelied, gemischte Chöre, 1916 publiziert bei G.Tillmann in Langnau (Bern)
- Neue Kinderlieder für Schule und Familie. Text: Paula Dehmel, veröffentlicht im Selbstverlag in Trogen, 1923, OCLC 605173746
- Vaterländische Hymne für Männerchor. Incipit: Heil dir, mein Vaterland! Noch schützt dich Gottes Hand. Text: Adolf Vögtlin, veröffentlicht in Zürich und Leipzig bei Hug, 1923, OCLC 605926311
- Bei Sonnenschein für gemischten Chor. Incipit: Weiss nicht warum ich fröhlich bin … Text: Dominik Müller, veröffentlicht in Zürich und Leipzig bei Hug, 1923, OCLC 605926097, Edition Hug; ISMN 979-0-20281332-4 (Suche im WorldCat)
- Firnelicht für gemischten Chor. Incipit: Wie pocht das Herz mir in der Brust. Text: Conrad Ferdinand Meyer, veröffentlicht in Zürich und Leipzig bei Hug, 1923, OCLC 605926229 für Frauenchor, veröffentlicht in Zürich und Leipzig bei Hug, 1924, OCLC 605926248; ISMN 979-0-20281334-8 (Suche im WorldCat)
- An mein Vaterland für gemischten Chor. Text: Dranmor, veröffentlicht in Zürich und Leipzig bei Hug, 1923, OCLC 605926155
- Neue Schweizerlieder für Männerchor von Carl Aeschbacher. 1925 in Trogen im Selbstverlag veröffentlicht, OCLC 806954375
- Zum neuen Jahr für Frauen- oder Schulchor ohne Begleitung. Incipit: Wie heimlicher Weise. Text: Eduard Mörike, veröffentlicht in Zürich und Leipzig bei Hug, 1926, OCLC 605926336
- Bettagslied für Männerchor. Incipit: Mein schön gebautes Vaterland. Text: Johann Caspar Lavater, veröffentlicht in Zürich bei Hug, 1927, OCLC 605926063
- Loblied zur Konfirmation für gemischten Chor, veröffentlicht in Zürich bei Hug, 1927, OCLC 82529103
- Behüet mys Chind, Schweizerisches Volkslied für Männerchor, veröffentlicht in Zürich bei Hug, 1927, OCLC 605926036
- Maienfahrt für Männerchor. Incipit: Nun will der Lenz uns grüssen, veröffentlicht in Zürich bei Hug, 1928, OCLC 605926053
- Gagliarda, altdeutsches Volkslied für Männerchor, veröffentlicht in Zürich bei Hug & Co., 1929, OCLC 81227782. Der Chorsatz wurde erstmals bei der 2. Nürnberger Sängerwoche aufgeführt
- Chilbi für Männerchor. Incipit: Singet, singet, Buebe, singet, veröffentlicht, veröffentlicht in Biel bei Schneeberger, 1929, OCLC 605926140
- Einst war in deutschen Landen. Text: Karl Bormann, veröffentlicht bei Hug in Leipzig, 1930, OCLC 605926208
- Wanderlied für gemischten Chor. Incipit: Licht quillt am Rand der Erde. Text: Fridolin Hofer, veröffentlicht bei Hug in Leipzig, 1931, OCLC 605926296
- Abendlied. Incipit: Ueber allen Wäldern steht nun der Abendschein für gemischten Chor. Text: Emil Schibli, veröffentlicht bei Hug in Zürich und Leipzig 1931, OCLC 605925909
- Morgenlied für Männerchor. Incipit: Verschwunden ist die finstre Nacht. Text: Friedrich Schiller, veröffentlicht bei Hug in Leipzig, 1935, OCLC 638520058
- Acht Blockflöten-Duette kanonisch nach Volksmelodien, veröffentlicht bei Hug in Leipzig, 1936, OCLC 145556327
- Zehn Appenzeller Volkstänze (Ländler), für zwei Blockflöten oder für zwei andere Instrumente in gleicher Stimmung, veröffentlicht bei Hug in Zürich, 1936, OCLC 730020202
- Heimatliche Lieder und Tänze für 2 Blöckflöten oder Violine mit Klavierbegleitung, verlegt in Zürich beim Pianohaus Ramspeck 1937, OCLC 82053451
- Heimkehr für gemischten Chor. Incipit: Hier ist meine Mutter geboren. Text: Carl Seelig, veröffentlicht bei Hug in Zürich, OCLC 605926288
- Blumengärtlein: 10 Lieder nach Gedichten von Olga Moser, OCLC 638166616
  - Frühling, du bistʹs Frühling, Frühling, Frühling! Holder Freund, du bist’s! für zweistimmigen Schulchor. Text: Olga Moser, veröffentlicht in Bern bei Müller & Schade, 1948, OCLC 723978150
  - Sie kommen nun kommen sie wieder für zweistimmigen Schulchor. Text: Olga Moser, veröffentlicht in Bern bei Müller & Schade, 1948, OCLC 723978202
  - Wär glöggelet? für zweistimmigen Schulchor. Text: Olga Moser, veröffentlicht in Bern bei Müller & Schade, 1948, OCLC 723979038
  - DʹZyt isch cho Hesch de s Türli offe gla? für zweistimmigen Schulchor. Text: Olga Moser, veröffentlicht in Bern bei Müller & Schade, 1948, OCLC 723987320
- Variationen über das Weihnachtslied Stille Nacht … für Klavier, veröffentlicht bei Heinrichshofen in Wilhelmshaven, 1952, OCLC 723978422, ISMN 9790204406531
- Variationen über das Weihnachtslied O du fröhliche für Klavier, veröffentlicht bei Heinrichshofen in Wilhelmshaven, 1952, OCLC 723978265, ISMN 9790204406548
- Weihnachtsmusik nach bekannten Weihnachtsliedern für Klavier, publiziert bei Heinrichshofen in Wilhelmshaven
- Abschied von der Harfe für vierstimmigen Frauenchor. Text: Johann Gaudenz von Salis-Seewis, OCLC 731889565. Das Werk wurde vom Töchter- und Frauenchor Weiningen unter der Leitung von Margrit Brandenberger eingespielt und auf der CD Musique chorale suisse / Musica corale svizzera / Musica chorala svizra (= Schweizer Chor-Musik. Vol. 2) beim Label Swiss Pan veröffentlicht
- Vesper. Incipit bei Hug: Die Glocken klangen schon durch das stille Tal für gemischten Chor. Text: Joseph von Eichendorff. OCLC 1040419394
- Neuer Liedergarten für Frauen- und Töchterchöre herausgegeben von Carl Aeschbacher, OCLC 807351846
- Grablied für vierstimmigen Männerchor. Text: Prudentius, OCLC 725182179
- Zum Neuen Jahr, Frauenchor, 1926 veröffentlicht bei den Gebrüdern Hug & Co. in Zürich

### Bearbeitungen
- Appenzeller Volkstänze, für Klavier, bearbeitet von Karl Aeschbacher, herausgegeben und verlegt von der Heimatschutzvereinigung Appenzell A. Rh.
- 30 Lieder aus dem Röseligarte von Otto von Greyerz, für die Schweizerjugend, 1916 publiziert bei A. Francke in Bern, veröffentlicht in Bern bei A. Francke, 1924, OCLC 730013186
- 50 Appenzeller Volkstänze für Klavier, bearbeitet von Carl Aeschbacher, herausgegeben und verlegt von der Heimatschutzvereinigung Appenzell A. Rh., 1915, OCLC 605926269
- Beliebte Appenzellerlieder für gemischten Chor bearbeitet von Carl Aeschbacher, herausgegeben und verlegt von der Heimatschutzvereinigung Appenzell A. Rh., 1918, OCLC 605925980
- 33 echte Volkslieder, herausgegeben von Carl Seelig, für mittlere Singstimme mit Klavierbegleitung gesetzt von Carl Aeschbacher, verlegt 1918 bei Hug in Zürich, OCLC 610724001
- 50 Appenzeller Volkstänze für Klavier, herausgegeben vom Heimatschutzvereinigung Appenzell A. Rh. 1944, OCLC 78561613

## Digitalisate
1. ↑  Klaviertrio op. 2 als Digitalisat bei IMSLP